# 久米通賢
久米 通賢（くめ みちかた、もしくは つうけん、1780年（安永9年） - 1841年6月25日（天保12年5月7日））は、江戸時代の日本の発明家、暦学者、測量家、洋学者などである。通称は栄左衛門。
伊能忠敬よりも早く、日本初の実測地図を作った人物である。地元香川県では偉人として顕彰されており、「讃岐のエジソン」「塩田の父」などと称される。

## 経歴
1780年（安永9年）、讃岐国大内郡馬宿（現在の香川県東かがわ市）の農家に生まれる。幼少のころから利発で学問好きな子だったため、引田港から大坂に向かう船の舵取りも務めていた父の嘉兵衛は、大坂に行くたび通賢のために書物を買ってきていた。また、手先が器用で熊や獅子を粘土で作るのが得意だったため「獅子熊」と呼ばれていた。7歳の頃、通賢は父に連れられ大坂の町の時計店に行く機会があり、当時最先端の機器であった時計の修繕を熱心に眺めていた。そこへ別の客がやってきて店の者に時計の修繕を依頼したが、店の者は誰も手がすいていない。そこで通賢が店の道具を借りて見よう見まねで修繕をしてみたところ、時計は元の通り動くようになったため、皆大いに驚き喜んだという。
1798年（寛政10年）、大坂へ出て暦学者の間重富の門下となり、暦学・数学等を学んだ。1802年（享和2年）父・嘉兵衛が逝去したため帰郷。その後も郷里で勉学に励んだ。江戸時代も末期になると、外国船が日本近海を訪れるようになっていたため、通賢も兵法、オランダ流砲術等を学んでいる。
1806年（文化3年）、高松藩の測量方に採用され、領内の引田から西へと実地測量地図の作成に従事した。この地図は伊能図より早い讃岐国最古の実測地図である。また翌年には軍艦の設計も行っている。
1808年（文化5年）、幕府命令で日本地図を作成していた伊能忠敬一行が讃岐国を訪れ、通賢もこれに協力した。
1815年（文化12年）には従来の火縄式銃を火打ち石式に改良することに成功している（銃の開発にあたっては、中国兵書『武備志』の火器の構造も参考にしていたとされる）。
1824年（文政7年）、このころ、財政難に陥っていた高松藩の第9代藩主松平頼恕は、通賢の多才な才能を見込んで財政再建策を頼った。通賢はこれに応えて阿野郡坂出の浜に新たな塩田を開発することを進言。
1826年（文政9年）、高松藩はこの案を採用し、通賢は普請奉行に任じられた。通賢は塩田開発の陣頭指揮を執るだけでなく、自ら率先して作業に参加したため工夫達の士気も上がり、工事ははかどった。ところが高松藩の財政難は深刻で、途中から塩田開発工事資金がとどこおるようになった。通賢は工事を完成させるため、私財を投入して工事を継続させた。この献身的な働きのおかげで1829年（文政12年）に坂出の東大浜、西大浜に入り浜式塩田がついに完成した。藩主頼恕は大いに喜び、通賢の功績を称えるため、現在も残る「阪出墾田之碑」（坂出市指定有形文化財）を建立した。この塩田完成で坂出の塩生産量は日本全体の約半分を占めるまでにいたり、高松藩の財政をうるおし、戦後に工業地域に転換されるまで塩業は讃岐国・香川県の代表的産業となった。
1836年（天保7年）、通賢は藩の職を辞し帰郷。その後も日本初の国産マッチ（雷汞マッチ）
等様々なものを発明している。1841年（天保12年）死去。
高松市にある久米通賢の旧宅は有形文化財に指定されている。1924年（大正13年）、従五位を追贈された。